# Stema Maliului

Stema Maliului

Stema Maliului este stema națională a statului african alcătuită dintr-un cerc pe culoare albastru deschis, pe care se află o pasăre albă în partea de sus, o moschee în centru flancată de două arcuri și săgeți și soarele la răsărit în partea de jos. Adoptată la treisprezece ani după declararea independenței țării, a devenit stema Republicii Mali din 1973. Este utilizată pe documentele oficiale ca stemă.

## Istorie

Stema Maliului din 1961 până 1973.

Mali și-a obținut independența în august 1960, când s-a separat de Senegal și a devenit o țară independentă, ducând la dizolvarea Federației Mali care a existat pentru o scurtă perioadă. O stemă pentru Mali a fost proiectată la scurt timp după aceea, care este aproape identic cu stema actuală cu excepția schemei de culori. Aceea avea un cerc roșu înconjurat de o bandă verde. Stema actuală a fost adoptată oficial la 20 octombrie 1973, în baza Ordonanței nr. 56 a Comitetului Militar pentru Eliberare Națională. Aceasta este utilizată pe documentele oficiale în locul unei steme, un semn heraldic pe care țara nu l-a adoptat niciodată.

## Simbolism
Culorile și obiectele de pe stemă poartă semnificații culturale, politice și regionale. Moscheea descrisă în centrul sigiliului este Marea Moschee din Djené. Reprezintă islamul, religia majoritară a țării - practicată de 94,8% din populație. Deasupra structurii este reprezentată o pasăre - specia din care face parte este disputată. Deși ordonanța din 1973 oferă descrierea că este un „vultur legendar”, originar din folclorul malian, alte surse susțin că este de fapt un porumbel care simbolizează pacea. Moscheea Djenné este flancată de două arcuri și săgeți, iar soarele la răsărit este ilustrat chiar în partea de jos.